# 宛城区
宛城区是中华人民共和国河南省南阳市下辖的市辖区。面积880平方公里，总人口63.36万人。区人民政府驻东关街道建设路。
境內農業發達，為重要的棉花生產區，而且地下矿藏丰富，有石油、蓝晶石等几十种矿藏。
宛城区新设汉冶街道办事处、仲景街道办事处、白河街道办事处、枣林街道办事处等4个街道办事处，加上原有的东关街道办事处和新华街道办事处共6个街道办事处。

## 人口
根据(河南省)南阳市第七次全国人口普查公报显示：宛城区常住人口为633563人，年龄结构中0-14岁占比23.63%，15-59岁占比58.48%，60岁以上占比17.89%，65岁以上占比13.33%。

## 地理
年均气温14.9攝氏度，年降水量805.8毫米。

## 行政区划
宛城区下辖9个街道办事处、6个镇、4个乡：
东关街道、新华街道、汉冶街道、仲景街道、白河街道、枣林街道、赤虎街道、五里堡街道、姜营街道、官庄镇、瓦店镇、红泥湾镇、黄台岗镇、金华镇、高庙镇、溧河街道、汉冢乡、茶庵街道和新店乡。